# 大溪边乡
大溪边乡，是中华人民共和国浙江省衢州市开化县下辖的一个乡镇级行政单位。

## 行政区划
大溪边乡下辖以下地区：
阳坑村、阳坑口村、上安村、月岭村、公淤村、黄谷村、方田村、大溪边村、墩南村、大桥头村、下湾村和茂新村。